# Mark Murphy (Eishockeyspieler)
Mark Murphy (* 6. August 1976 in Duxbury, Massachusetts) ist ein US-amerikanischer Eishockeyspieler, der zuletzt bei den DEG Metro Stars aus der Deutschen Eishockey Liga unter Vertrag stand.

## Karriere
Murphy begann seine Karriere 1995 im Team des Rensselaer Polytechnic Institute, mit dem er fortan in der US-amerikanischen Collegeliga ECAC Hockey spielte. Der Rechtsschütze konnte sich kontinuierlich steigern und gehörte in seinem letzten Studienjahr zu den punktbesten Spielern im Team. So erzielte er in 37 Spielen 41 Scorerpunkte. Während des NHL Entry Draft 1995 wurde er von den Toronto Maple Leafs in der achten Runde an insgesamt 197. Position ausgewählt. Murphy beendete daraufhin sein Studium und wechselte im Sommer 1999 in die American Hockey League, zu den Wilkes-Barre/Scranton Penguins, dem Farmteam der Pittsburgh Penguins. Dort konnte er sich allerdings nicht durchsetzen und wurde während der Spielzeit öfters in der East Coast Hockey League eingesetzt. Schließlich schloss er sich zum Ende der Saison den Philadelphia Phantoms an, für die er in zwei Play-off-Partien zum Einsatz kam.

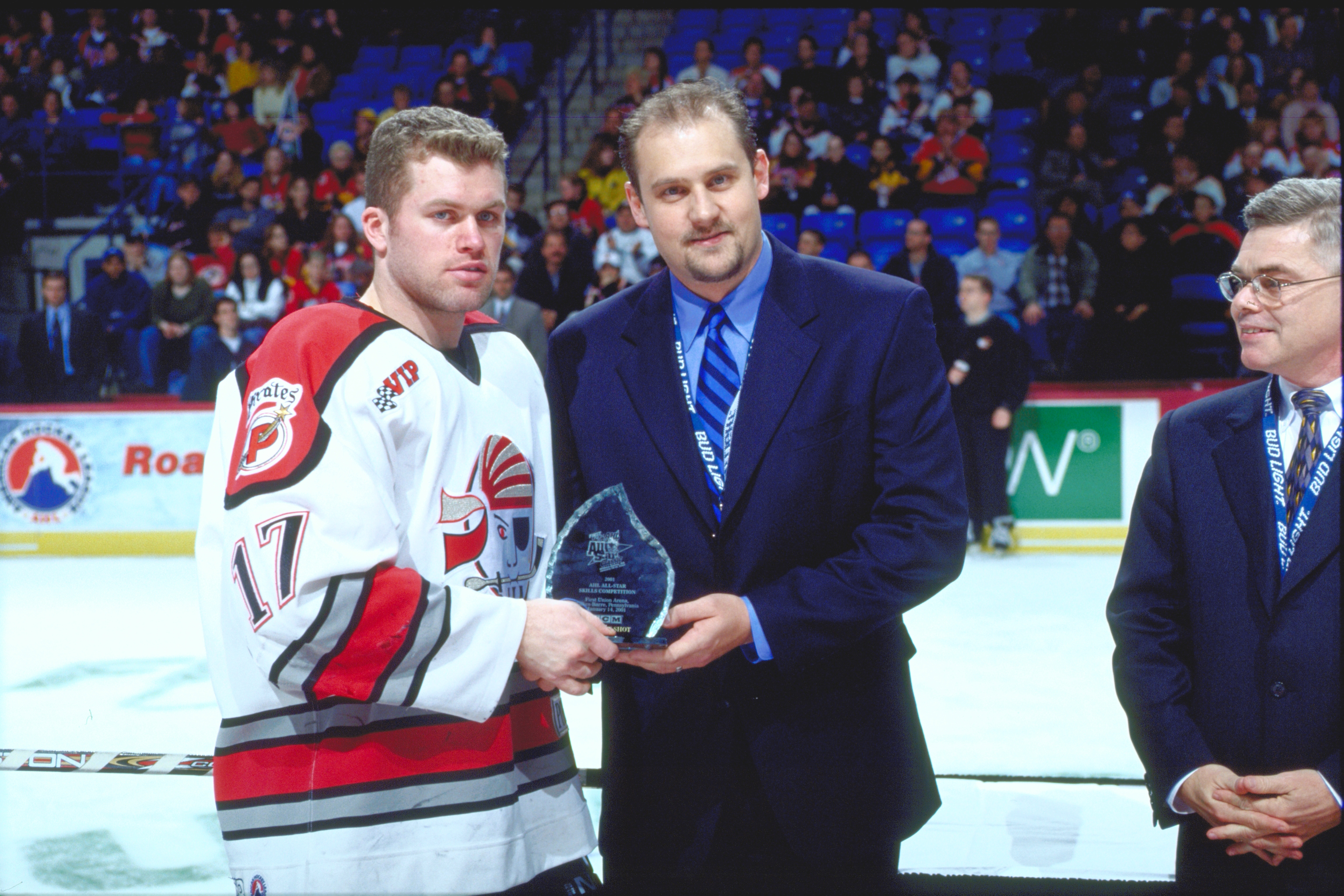
AHL All-Star Classic 2001

In der Folgezeit wechselte er als Free Agent zu den Washington Capitals, die ihn ausschließlich in deren Farmteam, den Portland Pirates, einsetzten. Trotz guter Leistungen, die er bei den Pirates zeigte, bekam er nie die Chance, sich in der NHL zu beweisen. Insgesamt trug er 214 Mal das Trikot der Pirates und erzielte dabei 172 Scorerpunkte. Nach einem erneuten dreijährigen Engagement bei den Philadelphia Phantoms, verließ er den Verein während der Spielzeit 2005/06 und unterschrieb einen Vertrag bei Helsingfors IFK aus der höchsten finnischen Eishockeyliga, der SM-liiga. Dort absolvierte er lediglich 21 Spiele und wechselte kurz vor Ende in die Schweizer Nationalliga A zum HC Fribourg-Gottéron, wo er die laufende Spielzeit letztlich beendete.
Dort wurden die Verantwortlichen der Augsburger Panther auf den damals 30-jährigen aufmerksam und transferierten ihn in die Deutsche Eishockey Liga. Bei den Panthern gehörte er sofort zum Stammkader und war einer der Leistungsträger. In seinem ersten Jahr in Augsburg erzielte er in 28 Spielen 24 Punkte. Ferner hatte er das Kapitänsamt des AEV inne. Mark Murphy besaß bei den Augsburger Panthern einen Vertrag bis 2009. Nach der Saison wechselte der Stürmer zu den DEG Metro Stars, bei denen er einen Zwei-Jahres-Vertrag unterschrieb.

## Erfolge und Auszeichnungen
- 2001 Teilnahme am AHL All-Star Classic
- 2005 Calder-Cup-Gewinn mit den Philadelphia Phantoms
- 2009 Teilnahme am DEL All-Star Game

## DEL-Statistik
(Legende zur Spielerstatistik: Sp oder GP = absolvierte Spiele; T oder G = erzielte Tore; V oder A = erzielte Assists; Pkt oder Pts = erzielte Scorerpunkte; SM oder PIM = erhaltene Strafminuten; +/− = Plus/Minus-Bilanz; PP = erzielte Überzahltore; SH = erzielte Unterzahltore; GW = erzielte Siegtore; 1 Play-downs/Relegation; Kursiv: Statistik nicht vollständig)